# État de Garhwal

Tehrî Garhwâl était un État princier des Indes, dirigé par des souverains qui portèrent le titre de radjah puis de maharadjah. Sa capitale était Srinagar, sur la rive gauche de l'Alaknanda. 

## Histoire
Unifié au XVe siècle par le roi Ajai Pal, qui fusionna 52 principautés, le royaume a porté le nom de Garhwâl jusqu'en 1804. 
Occupé par les Gurkhas de 1804 à 1815, l'État fut restauré sous le nom de Tehrî-Garhwâl en 1815 et subsista jusqu'en 1949. Il est aujourd'hui intégré à l'État d'Uttarakhand et forme la division de Garhwal.

## Liste des radjahs puis maharadjahs de 1785 à 1949
- 1785-1804 Pradyuman Shah (en) (1775-1804)
- 1815-1859 Sudarshan Shah (en) (1784-1859)
- 1859-1871 Bhawani Shah (+1871)
- 1871-1887 Pratap Shah (1850-1887)
- 1887-1913 Kirti Shah (1874-1913)
- 1913-1946 Narendra Shah (1898-1950), abdiqua
- 1946-1949 Manabendra Shah (en) (1921-2007)